# عبد الرحمن القليوبي
عبد الرحمن القليوبي (7 نوفمبر 1994) هو مُمثل مصري، وُلد في مصر، يوم 7 نوفمبر 1994، درس في معهد الفنون المسرحية بقسم التمثيل والإخراج.

## أعماله

### المسلسلات
- جزيره غمام
- رحيم.[2]
- فلانتينو.[3]
- الاختيار.[4][5]
- الفتوة.[6][7][8]
- ملوك الجدعنة.[9][10]
- الحرامي.[11]

### الأفلام
- شريط ٦.[12]
- موسى.[13]